# Loon
Loon LLC — дочерняя компания Alphabet Inc., целью которой является предоставление доступа в Интернет жителям сельской местности и удалённых регионов. В проекте использовались высотные аэростаты, дрейфующие в стратосфере на высотах 18—25 км, для создания беспроводной сети со скоростями вплоть до сравнимых с 4G и LTE.
Изначально была подразделением компании X (ранее Google X), в июле 2018 года выделена в отдельную компанию.
21 января 2021 г. представителями компании было объявлено, что проект будет закрыт ввиду плохой окупаемости.
После закрытия компании некоторые технологии, разработанные ей, были перенесены в другой проект Project Taara. Его целью, в свою очередь, стало развёртывание высокоскоростного Интернета для неподключенных и подключенных с низкой скоростью сообществ в Кении.

## Технологии

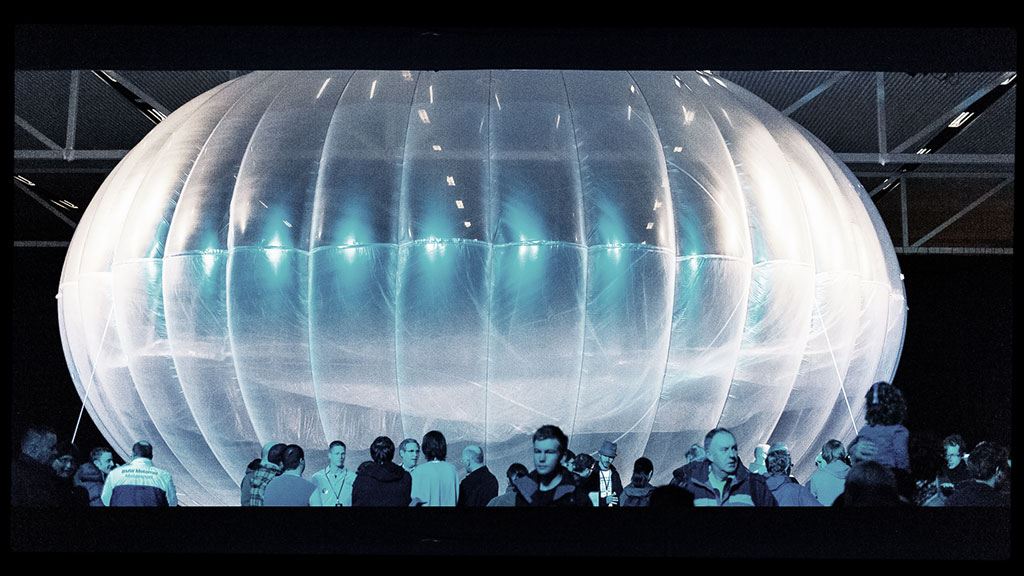
Стратостат проекта Loon в Крайстчерч, Новая Зеландия, 2013.

##### Связь
Система направлена на обеспечение доступа в Интернет в отдаленных и сельских районах, плохо обслуживаемых существующими средствами, и на улучшение связности во время стихийных бедствий в пострадавших регионах.
Воздушные шары используют плоские направленные патч-антенны для передачи сигналов наземным станциям и пользователям LTE. Для смартфонов с SIM-картами Google возможно использование интернет-сервисов Google. Вся инфраструктура основана на LTE; для этого служит устройство eNodeB — элемент базовой станции, как у наземных операторов, который связывается с телефонами, но при этом находится на воздушном шаре.
Первоначально шары передавали информацию в нелицензируемых диапазонах ISM 2,4 и 5,8 ГГц со скоростями, по утверждениям Google, «сопоставимыми с 3G», но затем были переведены на LTE в сотовом спектре, в расчёте на сотрудничество с местными операторами связи. Пока не до конца ясно, насколько хорошо будут работать технологии, рассчитанные на минимальный пинг, такие как VoIP, возможно, потребуется внести изменения в протокол связи, так как сигнал может пройти через несколько воздушных шаров, прежде чем достигнет Интернета. В Google также экспериментировали с технологией лазерной передачи для связи воздушных шаров на большой высоте и достигли скорости в 155 Мбит/с на расстоянии 100 км.

##### Стратосферные воздушные шары

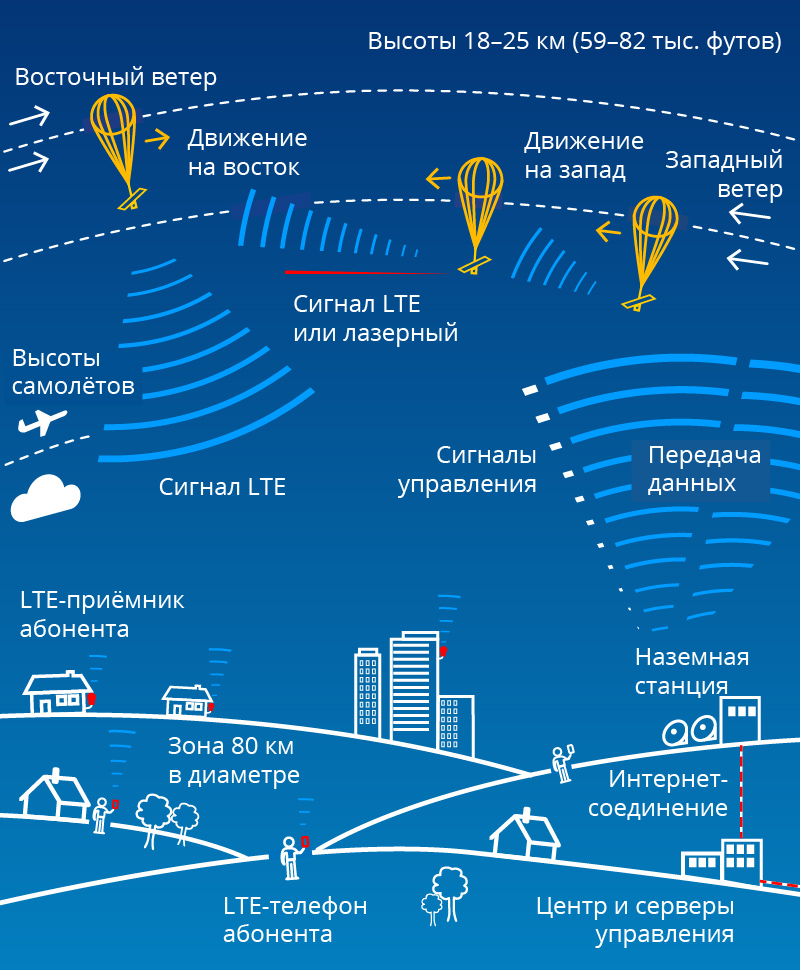
Сеть проекта Loon передаёт сигнал с наземной станции через несколько шаров, находящихся высоко в атмосфере, и затем принимая сигнал на телефонах и приёмных устройствах пользователей. Также показаны способ перемещения шаров с помощью ветров, интернет-подключение и зона обслуживания

Воздушные шары перемещаются в стратосфере на высоте от 18 до 25 км. Компания утверждает, что такая высота и слой атмосферы выгодны для воздушных шаров из-за низкой скорости ветра, обычно находящейся в пределах от 10 км/ч до 30 км/ч, а также благодаря минимальной турбулентности. Компания утверждает, что создала модель изменений скорости ветра по сезону, широте и долготе, что помогает ей корректировать расположение воздушных шаров.
Перемещение аэростатов осуществляется с помощью изменения их высоты и путешествий с попутными ветрами. Для этого они регулируют объем и плотность внутреннего состава (который состоит из гелия, водорода или другого более легкого, чем воздух, газа), что изменяет плавучесть воздушного шара.  Компания Google сообщила, что воздушные шары могут быть изготовлены из  металлизированного майлара (лавсана) или очень эластичного латекса или резины, например хлоропрена.
Специальное программное обеспечение Google, учитывающее текущие координаты аэростата получаемые по GPS и прогноз погоды от Национального управления океанических и атмосферных исследований США с картой ветров, пытается рассчитать, как, маневрируя за счёт разных направлений ветра на разной высоте и в разных точках, достигнуть желаемого для аэростата направления движения.

## Оборудование

##### Воздушные шары и их электроника
Оболочки воздушных шаров, используемых в проекте, разработаны и изготовлены компанией Raven Aerostar, и основаны на аэростате высокого давления. Шары состоят из полиэтиленовой плёнки толщиной около 0,076 мм, включают в себя внешний шар и внутренний. Внешний воздушный шар, наполненный гелием, достигает 15 м в поперечнике и 12 м в высоту при полном надувании. На них установлена специальная система воздушных насосов «Кроче» (Croce, по имени певца Джима Кроче), которая нагнетает или выпускает воздух во внутренний шар для изменения плавучести и управления его высотой. Под надутой оболочкой подвешен небольшой ящик весом 10 кг, содержащий электронное оборудование. В этом ящике находятся печатные платы для управления системой, радиоантенны и роутер Ubiquiti Networks Rocket M2 для связи с другими воздушными шарами и интернет-антеннами на земле, а также аккумуляторы, запасающие солнечную энергию для работы ночью. Электроника каждого воздушного шара питается от набора солнечных панелей, расположенных между оболочкой и аппаратурой. На ярком солнце панели производят 100 Вт энергии, чего достаточно для поддержания работы устройства и зарядки аккумулятора для использования ночью. Парашют Raven Aerostar Payload Recovery Parachute прикреплен к верхней части оболочки и обеспечивает контролируемый спуск, посадку и извлечение полезной нагрузки, когда шар готов к выводу из эксплуатации. В случае непредвиденного отказа парашют раскрывается автоматически. При выводе из эксплуатации шар направляется в легкодоступное место, а гелий выпускается в атмосферу. Максимальный срок службы воздушных шаров обычно составляет около 100 дней, хотя Google утверждает, что усовершенствованная конструкция позволяет им оставаться в воздухе до 200 дней.
Воздушные шары оснащены системой автоматического ответа и  трансляции, поэтому их можно отслеживать вместе с другими воздушными объектами под идентификатором «HBAL».
Изменение высоты полета достигается за счёт того, что воздух закачивается во внутренний шар, находящийся внутри основного, заполненного лёгким газом, за счёт чего общая плавучесть аэростата снижается, и он начинает опускаться. Наоборот, стравливание воздуха из внутреннего шара уменьшает общую плотность, за счёт чего шар взмывает вверх. Таким образом шар попадает в ветры, движущиеся в нужном направлении. Маневрирование настолько эффективно, что в 2015 году Loon смог совершить полёт на 10 000 километров, оказавшись в желаемой точке с точностью 500 метров.
Электроника аэростата питается от солнечных батарей. В случае аварии и разрушения баллона аппаратный модуль весом 15 кг спускается на аварийном парашюте.
Google удалось почти в 2 раза увеличить время непрерывного полета стратостата до его обслуживания до 100 дней, что очень значительно с учётом дешёвой пластиковой оболочки как на метеозондах, которые обычно разрушаются в течение нескольких дней или даже часов. Интересным фактом является то, что этого удалось достигнуть за счёт обширных научных исследований, заказанных производителями презервативов для повышения надёжности их изделий. Махеш Кришнасвами, который заведует производственной деятельностью в Project Loon, решил использовать такой сверхнадежный гибкий пластик от производителей презервативов, что позволило избежать утечек гелия и повреждения баллона в условиях низких температур в стратосфере, где пластик становится жёстким и поэтому  хрупким и склонным к разрушениям.
Для подключения пользователей используется модернизированный WiFi-роутер, но пользователи должны будут использовать специальные направленные антенны для связи с стратостатами. Возможна связь пользователя со стратостатом до 40 км от него. Данные будут передаваться между несколькими стратостатами, пока не достигнут области видимости наземной станции, подключенной к интернету.

##### Наземные станции
Прототип наземной станции работал на беспроводном роутере Ubiquiti Networks Rocket M5 и изготовленной на заказ коммутационной антенне для соединения с воздушными шарами на высоте 20 км. В некоторых отчетах проект Google назывался Google Balloon Internet.

## Ключевые люди
Среди ключевых людей, участвующих в проекте — Рич ДеВол, главный технический архитектор, эксперт по носимым технологиям, Майк Кэссиди, руководитель проекта, Сайрус Бехрузи, ведущий специалист по сетям и телекоммуникациям.

## История развития

##### Планы по приобретению бизнеса
В 2008 году компания Google рассмотривала возможность приобретения Space Data Corp, компании, которая наработала опыт запуска воздушных шаров с небольшими базовыми станциями на высоте около 32 км для обеспечения связью водителей грузовиков и нефтяных компаний на юге США, однако, сделка не была завершена.

##### Начало внутреннего проекта и публичное представление
Неофициальная разработка проекта началась в 2011 году в инкубаторе Google X с серией пробных запусков в Калифорнийской долине. Официально проект был представлен как проект Google 14 июня 2013 г.

##### Первые запуски
16 июня 2013 года Google запустил около 30 воздушных шаров в Новой Зеландии в сотрудничестве с Управлением гражданской авиации из района Текапо на Южном острове страны. Около 50 местных пользователей в Крайстчерче и его окрестностях и в регионе Кентербери протестировали подключение к воздушной сети с помощью специальных антенн. После этого первоначального испытания Google планирует отправить 300 воздушных шаров по всему миру вдоль 40-й параллели к югу, что обеспечило бы покрытие Новой Зеландии, Австралии, Чили и Аргентины. Google ожидает, что в конечном итоге тысячи воздушных шаров будут летать в стратосфере.

##### Тестирование и практическая реализация
Первым пользователем, получившим доступ в Интернет с помощью воздушных шаров Loon, был Чарльз Ниммо, фермер и предприниматель из Лестона, Новая Зеландия. Ниммо был одним из 50 человек в окрестностях Крайстчерча, согласившихся стать пилот-тестерами Loon. Фермер жил в сельской местности, где не было широкополосного доступа в Интернет. В 2009 году жители города имели опыт использования спутникового Интернета, но обнаружили, что его стоимость может достигать 1000 долларов в месяц.
Местным жителям, участвовавшим в тестировании, не были предоставлены подробности подключения к Интернету, физически для осуществления подключения к внешней стене дома прикреплялся приемник размером с баскетбольный мяч, внешне напоминающий ярко-красный надувной воздушный шарик.
Технология, разработанная в рамках проекта, позволит избежать использования дорогого оптоволоконного кабеля, который придется прокладывать под землей, для подключения пользователей к Интернету. Alphabet считает, что применение её технологии значительно увеличит использование Интернета в развивающихся странах в таких регионах, как Африка и Юго-Восточная Азия, которые не могут финансировать прокладку подземного оптоволоконного кабеля.

##### Новые партнеры и дальнейшие внедрения
В мае 2014 года директор Google X laboratories Астро Теллер объявил, что компания не планирует договариваться о выделении радиодиапазона, который был бы бесплатным для них на территории всей планеты, а вместо этого будет заключать соглашения с местными операторами мобильной связи, предоставляя временные базовые станции в воздухе, которые операторы смогут арендовать на своих территориях. Основы для этой тактики были заложены исследованиями директора по развитию сферы доступа Каем Вульфом, с начала 2000-х годов имевшего опыт внедрения оптоволокна и широкополосной связи на развивающихся рынках.
В мае-июне 2014 года Google протестировала свое предприятие по доступу в Интернет на воздушном шаре в Пиауи, Бразилия, получив опыт работы с LTE и вблизи экватора.
С 2014 году партнёром проекта является Национальный центр космических исследований Франции (CNES).
28 июля 2015 года Google подписала соглашение с Агентством информационных и коммуникационных технологий (ICTA) Шри-Ланки о запуске технологии в массовом масштабе. В результате, к марту 2016 года Шри-Ланка станет второй страной в мире, которая получит полное покрытие LTE-интернетом, после Ватикана.

##### Тестирование лазерной связи
В феврале 2016 года Google объявила о достижении стабильной лазерной связи между двумя воздушными шарами на расстоянии 100 км. Соединение было стабильным в течение многих часов в дневное и ночное время и достигло скорости передачи данных 155 Мбит/с.
25 февраля 2016 года на бывшей военно-морской станции Рузвельт-Роудс в Сейбе, Пуэрто-Рико, Google начала тестировать свой аппарат для запуска, названный «Chicken Little».

##### Патентные разногласия
В мае 2017 года компания Space Data начала судебное разбирательство по делу о нарушении патентных прав. Google урегулировал дело досудебным соглашением в июле 2019 года.

##### Поддержка Пуэрто-Рико
6 октября 2017 года Google в течение одного дня подала заявку и получила разрешение от Федеральной комиссии по связи (FCC) США на немедленное предоставление покрытия LTE в Пуэрто-Рико для устранения последствий урагана «Мария». План предусматривал использование 30 воздушных шаров для ретрансляции связи между наземными терминалами, к которым подключались мобильные телефоны. Для этого Google обязана беспроводным способом (OTA) предоставить обновление для мобильных телефонов, чтобы включить работу в Band 8 LTE, а в конце установленного периода обновление для его отключения. Губернатор Пуэрто-Рико Рикардо Росселло объявил на пресс-конференции 8 октября 2017 года о запуске проекта Google Loon на карибском острове после его одобрения FCC.
9 октября 2017 года воздушные шары были видны на сервисе Flightradar24 вблизи Пуэрто-Рико. В том же месяце было обнародовано, что проект реформирован в отдельную компанию Loon Inc., однако при этом он все ещё оставался проектом лаборатории Google X до июля 2018 года. 9 ноября 2017 года Google запустил несколько воздушных шаров из Невады и вывел их к Пуэрто-Рико в рамках усилий по организации доступа в Интернет для 100 000 человек.

##### Независимая организация
11 июля 2018 года научно-исследовательский центр Google X объявил, что Loon получает более высокий статус, становясь самостоятельной дочерней компанией Alphabet, а не проектом X. В рамках своего первого коммерческого соглашения с Telkom Kenya, компания пообещала предоставить в 2019 году доступ в Интернет в самые недоступные регионы Кении.
26 апреля 2019 года было создано партнерство и получено финансирование от Softbank.

##### Важные вехи
23 июля 2019 года компания объявила, что достигла миллиона часов стратосферного полета своих воздушных шаров. В статье, написанной техническим директором Сэлом Кандидо на ресурсе Medium, он разъяснил некоторые навигационные методы, которые использовали автономные воздушные шары, такие как лавирование, зависание и восьмёрка, используемые для обеспечения наилучшего доступ в Интернет.
В октябре 2020 года ученые по атмосфере Педрам Хассанзаде (Университет Райса), Адити Шешадри (Стэнфордский университет), Эдвин Гербер (Нью-Йоркский университет) и М. Джоан Александер (NorthWest Research Associates) получили финансирование от Национального научного фонда США для использования данных высокого разрешения, собранных воздушными шарами Loon, для изучения гравитационных волн в стратосфере и использования полученных данных для улучшения моделирования климата и погоды.
28 октября 2020 года компания заявила о рекордной продолжительности полета в 312 дней для воздушного шара HBAL703, стартовавшего из Пуэрто-Рико в мае 2019 года и приземлившегося в Баха, Мексика в марте 2020 года.

##### Закрытие проекта
21 января 2021 года было объявлено, что Loon будет закрыт. В своем заявлении директор Google X laboratories Астро Теллер сказал: «К сожалению, несмотря на новаторские технические достижения команды за последние 9 лет [...] путь к коммерческой жизнеспособности оказался намного длиннее и рискованнее, чем ожидалось». Онлайн-издание WIRED указывает как на одну из причин отключения, что за последние 10 лет доступность интернета в районах без стабильной связи увеличилась с 75% до 93%. Пилотный сервис в Кении будет закрыт в марте 2021 года, но компания заявила, что выделит 10 миллионов долларов на поддержку некоммерческих организаций и предприятий в Кении, занимающихся «подключением, Интернетом, предпринимательством и образованием».

## Происшествия
29 мая 2014 года воздушный шар Loon врезался в линии электропередач в штате Вашингтон, США.
20 июня 2014 года власти Новой Зеландии на короткое время вызвали сотрудников аварийных служб, когда воздушный шар Loon упал.
В ноябре 2014 года южноафриканский фермер нашел разбившийся воздушный шар Loon в пустыне Кару между Страйденбургом и Бритстауном.
23 апреля 2015 года воздушный шар Loon разбился в поле недалеко от Брэгг-Сити, штат Миссури.
12 сентября 2015 года воздушный шар Loon разбился на лужайке перед домом на Ранчо Хиллс, Чино-Хиллс, Калифорния.
17 февраля 2016 года воздушный шар Loon разбился в районе выращивания чая Гампола, Шри-Ланка во время проведения испытаний.
7 апреля 2016 года воздушный шар Loon приземлился на ферме в Данди, Квазулу-Натал, Южная Африка.
22 апреля 2016 года воздушный шар Loon разбился на поле в департаменте Сеембуку, Парагвай.
22 августа 2016 года воздушный шар Loon приземлился на ранчо в Формосе, Аргентина примерно в 40 км к западу от столицы Формосы.
26 августа 2016 года воздушный шар Loon приземлился к северо-западу от Мэдисона, Южная Дакота.
9 января 2017 года воздушный шар Loon потерпел крушение в Сиейике, недалеко от Чангинолы, провинция Бокас-дель-Торо, Панама.
8 января 2017 года и 10 января 2017 года два воздушных шара Loon Balloon приземлились в 10 км к востоку от Серро Чато и в 40 км к северо-западу от Марискалы, Уругвай.
17 февраля 2017 года воздушный шар Loon Balloon разбился в Бурити-дус-Монтес, Бразилия.
14 марта 2017 года воздушный шар Loon Balloon разбился в Сан-Луисе, Толима, Колумбия.
19 марта 2017 года воздушный шар Loon Balloon разбился в Такуарембо, Уругвай.
9 августа 2017 года воздушный шар Loon Balloon разбился в зарослях тростника в Ольмосе, Ламбаеке, Перу.
30 декабря 2017 года воздушный шар Loon Balloon разбился в Нтамбиро, Игембе Централ, округ Меру, Кения.
1 марта 2021 года воздушный шар Loon Ballon врезался в дерево в Токантинсе, Бразилия.

## Отношение к компании
Loon в целом был принят хорошо, хотя разработчики проекта Square Kilometre Array и астрономы высказывали опасения, что нижний из двух диапазонов ISM, которые использует Loon (2,4 ГГц), будет мешать среднему диапазону частот (0,5 ГГц-3 ГГц), используемому в проекте SKA.